# هارولد ای. ویلسون
هارولد ای. ویلسون (انگلیسی: Harold A. Wilson؛ ۲۲ ژانویه ۱۸۸۵ – ۱۹۳۲) دونده اهل بریتانیا بود.
وی در مسابقات کشوری و بین‌المللی در مجموع برندهٔ ۱ مدال طلا، ۱ مدال نقره شده‌است.